# Маснаві
Маснаві (араб. مثنوی) — вірші, написані в формі римованих куплетів, що базуються на незалежних внутрішньо римованих строфах. Більшість маснаві дотримуються метра з 11 складів, кількість яких не обмежена. Не обмежується також і кількість куплетів у віршах чи поемах. Схема рими: aa/bb/cc.
Перські маснаві — це вірші, що складаються з 11 (іноді 10) складів, а оскільки кількість куплетів не обмежена, то кількість рядків в одному поетичному творі часто сягає 2000-9000.
Стилем маснаві написані епічно-дидактична поема Джалал ад-Дін Румі «Маснаві», поема Нізамі Гянджеві «Іскандер-наме», поема Шаха Ісмаїла Хатаї «Дехнаме».

## Приклад
Уривок з поеми “Шах-наме” Фірдоусі у перекладі Василя Мисика:
Хай в тебе розум буде водієм,
Бо тільки з ним добро ми пізнаєм.
До слова мудрих слухом прихилися,
Де не ступнеш, знанням своїм ділися […].